# Johann Siegfried von Schönfeld

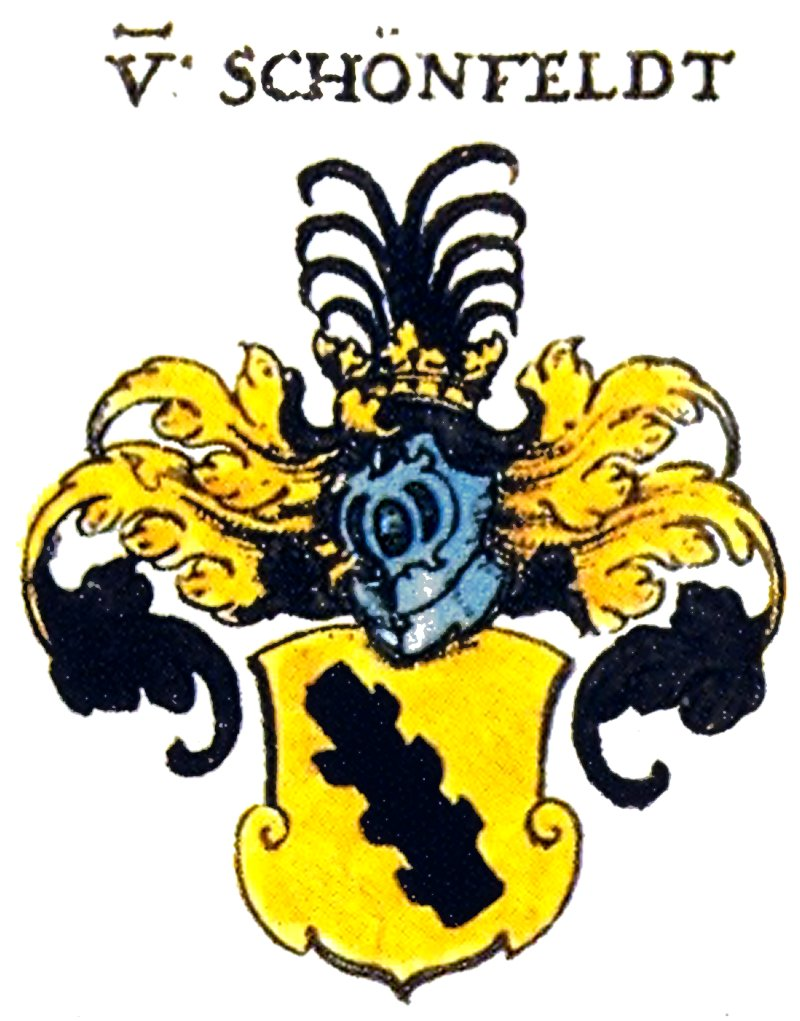
Wappen der Familie von Schönfeld

Johann Siegfried Freiherr von Schönfeld auf Wachau, ab 1704  Reichsgraf von Schönfeld (* 6. Mai 1682; † 2. November 1718) war ein kurfürstlich-sächsischer und pfälzischer Kammerherr und Rittergutbesitzer.

## Leben
Johann Siegfried von Schönfeld stammte aus dem Haus Wachau des sächsischen Adelsgeschlecht von Schönfeldt. Er war Reichsgraf auf Wachau und Liegau, Kammerherr, Pfalz-Heidelbergischer Regierungs- und Oberhofgerichtsrat und kurfürstlich-sächsischer und pfälzischer Kammerherr.
Sein Vater war Johann Adam von Schönfeldt.
Er machte Karriere und wurde am 2. Juni 1704 in den Stand eines Reichsgrafen erhoben. Dieser Titel wurde bereits seinem Großvater 1657 angeboten, dieser lehnte jedoch dankend ab. 1711 erhielt er das Erbtruchsessenamt des Hochstifts Bamberg. Seine Witwe Magdalena Sophie, geb. Gräfin von Werthern, (1692–1757) ließ zwischen 1730 und 1754 das Barockschloss Wachau für ihren Sohn errichten. Mit dem Tod dieses Sohnes, Johann Georg Reichsgraf von Schönfeld (1718–1770), erlosch die gräfliche Linie 1770 im Mannesstamm und setzte sich erst mit Erhebung des Johann Hilmar Freiherr von Schönfeld in den Reichsgrafenstand weiter fort.